# Michel Cartatéguy
Michel Christian Cartatéguy (ur. 28 października 1951 w Hasparren) – francuski duchowny rzymskokatolicki posługujący w Nigrze, w latach 2007-2014 arcybiskup Niamej.

## Życiorys
Święcenia kapłańskie przyjął 1 lipca 1979. 18 maja 1999 został prekonizowany biskupem pomocniczym Niamej ze stolicą tytularną Aulon. Sakrę biskupią otrzymał 26 września 1999. 25 stycznia 2003 został mianowany biskupem, a 25 czerwca 2007 arcybiskupem Niamej. 11 października 2014 zrezygnował z urzędu.